# Terrorismo comunista

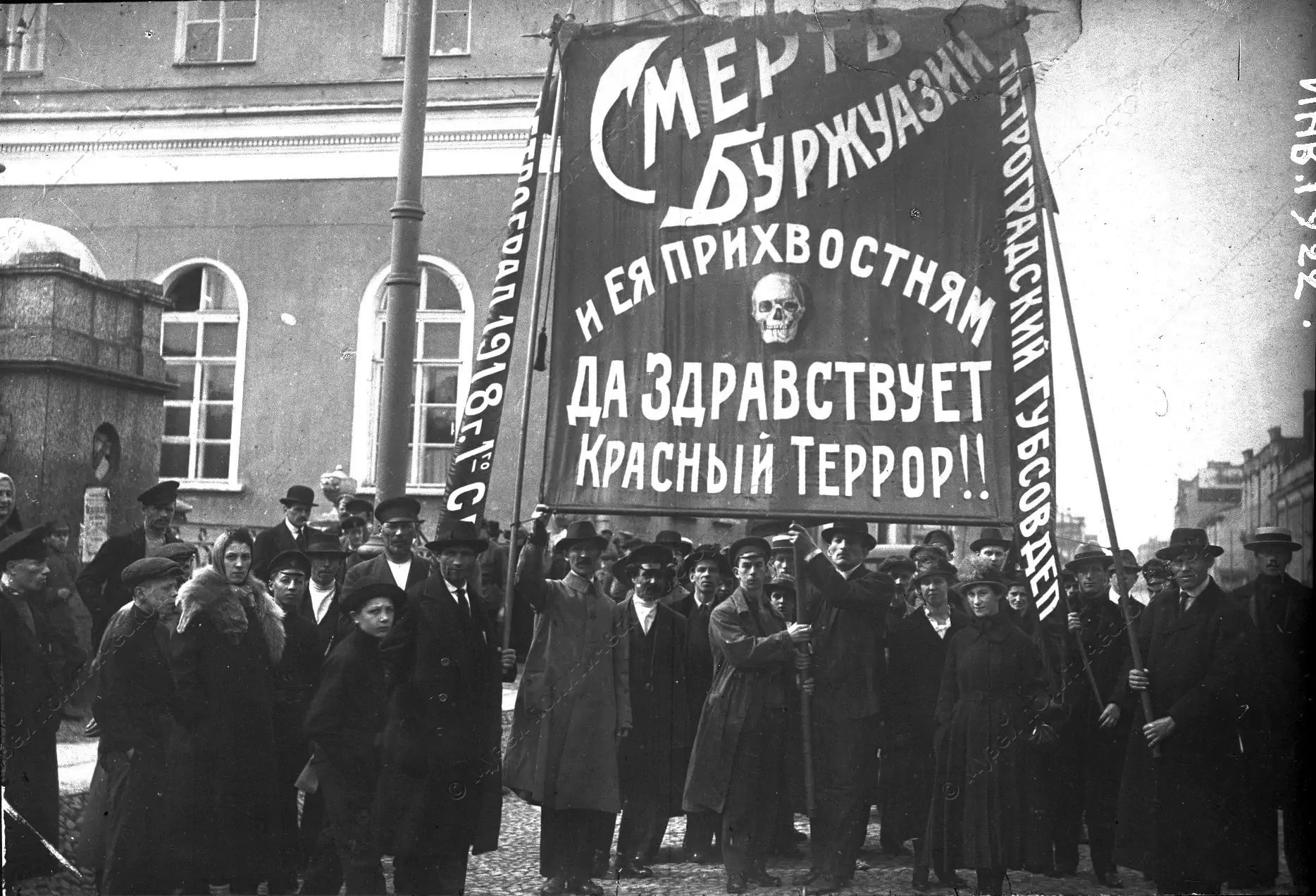
Pancarta bolchevique en 1918: "Muerte a la burguesía y sus perros falderos. ¡¡Viva el terror rojo!!"

El terrorismo comunista es el terrorismo perpetrado por individuos o grupos que se adhieren al comunismo y las ideologías relacionadas con él, como el marxismo-leninismo, el maoísmo y el trotskismo. Históricamente, el terrorismo comunista a veces ha tomado la forma de terrorismo patrocinado por el estado, apoyado por países comunistas como la Unión Soviética, China, Corea del Norte y Camboya. Además, actores no estatales como las Brigadas Rojas, Primera Línea y la Fracción del Ejército Rojo también se han involucrado en el terrorismo comunista. Estos grupos esperan inspirar a las masas a levantarse y comenzar una revolución para derrocar los sistemas políticos y económicos existentes. Esta forma de terrorismo a veces se puede llamar terrorismo rojo o terrorismo de izquierda.
Se ha atribuido al final de la Guerra Fría y la caída de la Unión Soviética el hecho de que esta forma de terrorismo haya disminuido notablemente.

## Historia

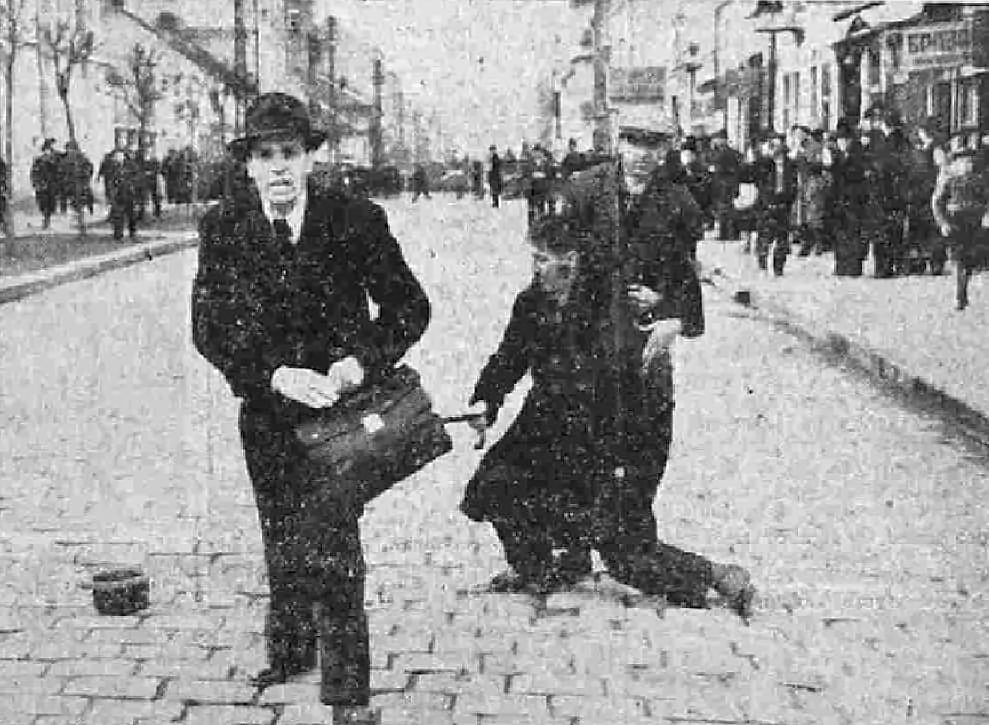
Miembros del Movimiento Nacional Yugoslavo atacados por comunistas en una de las conferencias de Ljoticen Liubliana.

En la década de 1930, el Partido Nazi en Alemania utilizó el término "terrorismo comunista" como parte de una campaña de propaganda para difundir el miedo al comunismo. Los nazis culparon al terrorismo comunista por el incendio del Reichstag, que usaron como excusa para impulsar una legislación que eliminaba la libertad personal de los ciudadanos alemanes. En las décadas de 1940 y 1950, varios países del sudeste asiático, como Filipinas y Vietnam, fueron testigos del surgimiento de grupos comunistas dedicados al terrorismo. John Slocum afirmó que los comunistas en la Malasia actual usaron el terrorismo para llamar la atención sobre sus creencias ideológicas, pero Phillip Deery respondió que los insurgentes de Malasia fueron llamados terroristas comunistas solo como parte de una campaña de propaganda.

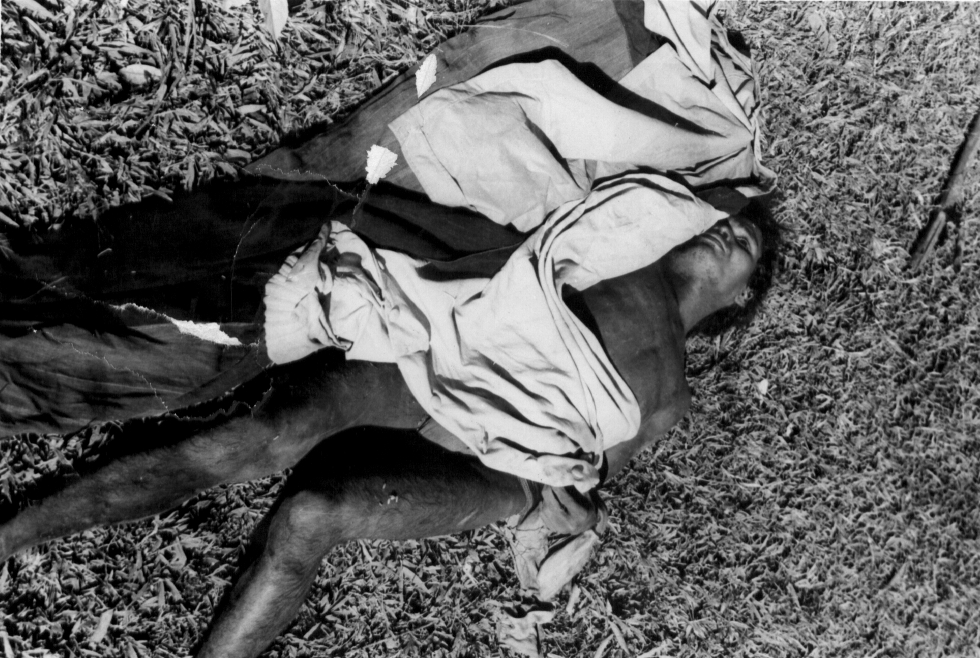
Víctimas de la Masacre de Dak Son.

En la década de 1960, la ruptura sino-soviética (entre dos estados comunistas) condujo a un marcado aumento de la actividad terrorista en la región. Esa década también vio el inicio de operaciones de varios grupos terroristas en Europa, Japón y las Américas. Yonah Alexander consideró que estos grupos eran Organizaciones Comunistas de Lucha (OCL), y dice que surgieron del movimiento estudiantil que protestaba contra la Guerra de Vietnam. En Europa Occidental, las acciones de estos grupos fueron conocidas como Euroterrorismo. Los fundadores de las OCL argumentaron que la violencia era necesaria para lograr sus objetivos, y que la protesta pacífica era tanto ineficaz como insuficiente para alcanzarlos. En la década de 1970, había aproximadamente 50 grupos marxistas o leninistas operando en Turquía y aproximadamente 225 grupos operando en Italia. Los grupos también iniciaron operaciones en Irlanda y el Reino Unido. Estos grupos fueron considerados una gran amenaza por la OTAN y los gobiernos de Italia, Alemania y Reino Unido. El terrorismo comunista no contó con el pleno apoyo de todos los grupos ideológicamente simpatizantes. El Partido Comunista Italiano, por ejemplo, condenó tal actividad.

## Antecedentes
Si bien Vladimir Lenin denunció sistemáticamente el terrorismo practicado por los socialistas revolucionarios y se opuso al regicidio, también apoyó el terror como una herramienta y consideró el terror masivo como un método estratégico y eficiente para promover los objetivos revolucionarios. Según León Trotski, Lenin enfatizó la absoluta necesidad del terror y ya en 1904, Lenin dijo: "La dictadura del proletariado es una expresión absolutamente sin sentido sin la coerción jacobina". En 1905, Lenin ordenó a los miembros del "Comité de Combate" de San Petersburgo que cometieran actos de robo, incendio provocado y otros actos terroristas.
No todos los académicos están de acuerdo con la posición de Lenin hacia el terrorismo. Joan Witte sostiene que se opuso a la práctica excepto cuando fue ejercida por el partido y el Ejército Rojo después de 1917. Ella también sugiere que él se opuso al uso del terrorismo como un acto sin sentido, pero respaldó su uso para hacer avanzar la revolución comunista. Chaliand y Blin sostienen que Lenin abogó por el terror masivo pero se opuso a los actos de terrorismo desordenados, desorganizados o insignificantes. Según Richard Drake, Lenin había abandonado cualquier renuencia a usar tácticas terroristas en 1917, creyendo que toda resistencia a la revolución comunista debe enfrentarse con la máxima fuerza. Drake sostiene que la intención terrorista del programa de Lenin era inequívoca, como reconoció Trotski en su libro Terrorismo y comunismo publicado en 1918. En el libro, Trotski proporcionó una elaborada justificación para el uso del terror, afirmando que "El hombre que repudia el terrorismo en principio, es decir, repudia las medidas de represión e intimidación hacia la contrarrevolución armada y decidida, debe rechazar todas las ideas de la supremacía política de la clase trabajadora y su dictadura revolucionaria". La justificación de Trotski se basa en gran medida en una crítica del uso del término "terrorismo" para describir toda la violencia política en nombre de la izquierda, pero no la violencia política igualmente viciosa llevada a cabo por facciones liberales o reaccionarias. Los estudiosos de la izquierda argumentan que si bien es una cuestión de registro histórico que los movimientos comunistas en ocasiones emplearon la violencia, la etiqueta de "terrorismo" se usa de manera desproporcionada en los medios de comunicación occidentales para referirse a toda la violencia política empleada por la izquierda, mientras las tácticas empleadas por los Estados Unidos y sus aliados siguen sin ser analizadas.